# عبد المطلب بن غالب
عبد المطلب بن غالب بن مساعد الحسني، (1790 - 29 مايو 1886)، أمير وشريف مكة لثلاثة فترات، الأولى من عام 1827-1828، والثانية من 1850-1856، والثالثة والأخيرة من 1880-1882.

## سيرته
ولد في مكة المكرمة في عام 1209 هـ - 1794 م، وتولى إمارتها سنة 1249 هـ، وعُزل عنها بعد خمسة أشهر فقط، فتوجه نحو الشرق ثم إلى الآستانة، فأقام فيها إلى سنة 1267 هـ، ثم أُعيد إلى إمارة مكة المكرمة، واستمر فيها إلى سنة 1272 فوقعت فتنة بمكة كان سببها منع بيع الرقيق، فعزلته حكومة الترك، فقصد الآستانة مرة أخرى ومكث إلى سنة 1297، فأعادته حكومتها إلى الإمارة فاستمر إلى سنة 1299 هـ، وفُصل عنها بعد أن وليها ثلاث مرات، ومجموع مدتها ثماني سنين، توفي في مكة المكرمة في سنة 1303 هـ - 1885 هـ.

## روابط خارجية
- http://www.royalark.net/Arabia/mecca5.htm

| ‘عبد المطلب بن غالب بن مساعد بن سعيد بن سعد بن زيدبيت زيدفرع من قتادة بن إدريسولد: 1790 توفي: 29 يناير 1886 |                                     |                                |
| المناصب السياسية                                                                                            |                                     |                                |
| سبقه يحيى بن سرور                                                                                           | شريف مكة أغسطس1827 – سبتمبر 1827    | تبعه محمد بن عبد المعين بن عون |
| سبقه محمد بن عبد المعين بن عون                                                                              | شريف مكة يوليو 1851 – 6 يناير 1856  | تبعه محمد بن عبد المعين بن عون |
| سبقه حسين بن محمد                                                                                           | شريف مكة يونيو 1880 – 31 أغسطس 1881 | تبعه عبد الإله باشا            |